# Kirk Nieuwenhuis
Kirk Robert Nieuwenhuis (né le 7 août 1987 à Santa Monica, Californie, États-Unis), dit « Captain Kirk » ou « Nieuwy » est un voltigeur des Brewers de Milwaukee de la Ligue majeure de baseball.

## Carrière
Athlète évoluant à l'université Azusa Pacific à Azusa (Californie), Kirk Nieuwenhuis est un choix de troisième ronde des Mets de New York en 2008.
Il fait ses débuts dans le baseball majeur le 7 avril 2012 avec les Mets. Il réussit le jour même son premier coup sûr en carrière, un simple à l'avant-champ réussi contre le lanceur Jair Jurrjens des Braves d'Atlanta. Le 9 avril, contre Edwin Jackson des Nationals de Washington, il frappe son premier circuit.
En 27 matchs en 2015, il n'a que 3 coups sûrs en 38 présences au bâton pour une moyenne au bâton désastreuse de ,079 chez les Mets. Le 27 mai 2015, New York vend son contrat aux Angels de Los Angeles. Il frappe 3 coups sûrs, dont deux doubles, en 10 parties des Angels. Le 13 juin 2015, Nieuwenhuis est rapatrié par les Mets, qui le réclament au ballottage. Le 12 juillet 2015 contre Arizona, Nieuwenheis devient le 10e joueur de l'histoire des Mets à réussir 3 circuits dans un même match, mais le premier du groupe à livrer cette performance à New York. Il obtient 4 passages au bâton dans les séries éliminatoires qui suivent, incluant deux en Série mondiale 2015 avec les Mets.
Le 23 décembre 2015, Nieuwenhuis est réclamé au ballottage par les Brewers de Milwaukee.